# Ana Maria Magalhães
Ana Maria Magalhães   (Lisboa, 14 d'abril de 1946) és una escriptora portuguesa, especialitzada en literatura infantil i juvenil.
És principalment coneguda per haver escrit la col·lecció «Uma Aventura», junt amb Isabel Alçada, ex-ministra d'Educació i Ciència de Portugal. Després d'haver estat col·lega d'ella, a l'Escola EB 2/3 Fernando Pessoa, a Lisboa, l'octubre de 1976, ambdues docents de Llengua Portuguesa en aquesta escola, publicarien el primer llibre de la saga, el 1982: Uma Aventura na Cidade. El nombre més recent va ser escrit i publicat el 2010. La col·lecció «Uma Aventura» es va revelar com un esdeveniment entre els joves, arribant a més de cinquanta títols, amb adaptacions per a la televisió i cinema.

## Vida personal
Ana Maria Magalhães, batejada com Ana Maria Gonçalves de Oliveira Martinho, va néixer en una família estable que va marcar positivament la seva infància. És germana de Manuel Maria Gonçalves de Oliveira Martinho i de l'actor i escriptor Tozé Martinho, tots tres fills del doctor António Caetano de Oliveira Martinho i de la seva esposa Maria Teresa Guerra Bastos Gonçalves, nascuda el 1927 i actriu més coneguda pel pseudònim artístic de «Tareka».
Es va casar amb António Manuel Cabral de Magalhães, però es va divorciar i actualment està casada amb Zeferino Coelho, director de l'Editorial Caminho, editorial que ha publicat des del començament de la col·lecció «Uma Aventura».
El 17 de gener de 2006 va ser nomenada Gran Oficial de l'Orde de l'Infant Dom Henrique.

## Obres

### En coautoria ambIsabel Alçada
- Col·lecció «Uma Aventura» (1982-present).
- Col·lecció «Viagens no Tempo» (1985-2002).
- Col·lecció «Asa Delta».
- Armadilha digital.

### Amb l'editorialCaminho
- Histórias dos Jerónimos, Caminho (2000).
- Ler ou não ler eis a questão, Caminho (1988).
- Histórias e lendas da Europa, Caminho (1992).
- Histórias e lendas da América, Caminho (1994).
- Os jovens e a leitura nas vésperas do século XXI, Caminho (1994).
- Piratas e corsários, Caminho (1995).
- Diário secreto de Camila, Caminho (1999).
- Diário cruzado de João e Joana, Caminho (2000).
- Portugal: história e lendas, Caminho (2001).
- O leão e o canguru, Caminho (2001).
- Os primos e a fada atarantada, Caminho (2003).
- Três fábulas, Caminho (2007).
- Há fogo na floresta, Caminho (2005).
- Quero ser actor, Caminho (2005).
- Quero ser outro, Caminho (2006).
- Rãs, príncipes e feiticeiros : oito histórias dos oito países que falam português, Caminho (2008).
- A gata Gatilde, Caminho (2009).
- Tudo com o seu tempo, Caminho (2012) - Autobiografia.
- O avô Urso Lão, Caminho (2012).
- O João e o salticão, Caminho (2012).
- A bruxa Cartuxa na floresta dos segredos, Caminho (2013).
- O crocodilo nini, Caminho (2013).
- A raposa azul: oito histórias tradicionais com mensagens universais, Caminho (2014).
- Em Roma sê romano, Caminho (2013).
- Os primos e o feiticeiro lampeiro, Caminho (2014).
- A joaninha vaidosa, Caminho (2013).

### Altres publicacions
- Um homem não chora..., Cambra Municipal de Grândola (1991).
- Segredos de Belém : guia dos Jerónimos, da Torre e do Bairro, Institut portuguès del Patrimoni Cultural (1992).
- Países sem fronteiras: a União Europeia, Centre d'Informació Jacques Delors (1995).
- O Japão, Grup de treball del Ministeri d'Educació per a la commemoració dels descobriments portuguesos (1995).
- As viagens do açúcar, Gabinet de Referència Cultural de la CML (1995).
- A Europa dá as mãos, Centre d'Informació Jacques Delors (1995).
- A Madeira, Grup de treball del Ministeri d'Educació per a la commemoració dels descobriments portuguesos (1996).
- O Natal na Europa, Centre d'Informació Jacques Delors (1996).
- A bandeira e o hino: símbolos de Portugal, Ministeri d'Educació (1997).
- Vale do Côa: um lugar mágico, IPA-PAVC (1998).
- O 25 de Abril: uma viragem na história de Portugal, Cambra Municipal de Lisboa (1998).
- A Cruz Vermelha, Creu Roja Portuguesa (1998).
- O circo maravilhoso da serpente vermelha, Quetzal (2001).
- A cidadania de A a Z, Editorial del Ministeri d'Educació (2001).
- Manual de ajuda para o jovem: programa nacional de controlo da asma, Direcció General de la Salud (2002).
- Lendas e segredos das aldeias históricas de Portugal, Comissió de Coordinació de la Regió Centre (2002).
- A longa história do poder, Assemblea de la República (2003).
- Cidadania e multiculturalidade, Editorial do Ministério da Educação (2003).
- O Museu da Nazaré, Cromotipo (2003).
- O urso amarelo, OMEP-Organização Mundial da Educção Pré-Escolar, Comité Portuguès (2006).
- A batalha de Aljubarrota: histórias e lendas, Fundació Batalha de Aljubarrota (2007).
- O meu álbum de selos, Club de Filatèlia (2007).
- 25 de Abril, Assemblea de la República (2007).
- O 5 de Outubro e a implantação da República, Assemblea de la República (2011).
- Teki vai à escola = Teki ba escola, Lidel (2011).
- O risco espreita, mais vale jogar pelo seguro, APS-Associação Portuguesa de Seguradores (2013).
- A ilha do arco-íris, Leigos para o Desenvolvimento (2013).
- Missão impossível, Fundação Jorge Álvares (2014).
- Catástrofes e grandes desastres, APS-Associação Portuguesa de Seguradores (2014).
- O tio desafio, Club de l'Autor (2015).